# Batrachedra volucris
Batrachedra volucris là một loài bướm đêm thuộc họ Blastobasidae. Nó được tìm thấy ở Úc.